# Oly Padrón
Oly Padrón es una deportista venezolana que compitió en taekwondo. Ganó una medalla de oro en los Juegos Panamericanos de 1995, y una medalla de bronce en el Campeonato Panamericano de Taekwondo de 1992.

## Palmarés internacional
| Juegos Panamericanos    | Juegos Panamericanos              | Juegos Panamericanos | Juegos Panamericanos |
| Año                     | Lugar                             | Medalla              | Categoría            |
| ----------------------- | --------------------------------- | -------------------- | -------------------- |
| 1995                    | Mar del Plata (Argentina)         | Medalla de oro       | –55 kg               |
| Campeonato Panamericano |                                   |                      |                      |
| Año                     | Lugar                             | Medalla              | Categoría            |
| 1992                    | Colorado Springs (Estados Unidos) | Medalla de bronce    | –51 kg               |